# Roan van de Moosdijk
Roan van de Moosdijk (Eindhoven, 9 oktober 2000) is een Nederlands motorcrosser.

## Carrière
Van de Moosdijk reed zijn eerste wedstrijd in 2006. In 2016 reed hij het volledige seizoen in de EMX125-klasse, op Yamaha. Hij wist verschillende podiumplekken te behalen en eindigde als vijfde in de eindstand. In 2017 maakte Van de Moosdijk de overstap naar de EMX250-klasse, maar kwam door verschillende blessures niet verder dan de vijfentwintigste plaats in de eindstand. Het seizoen 2018 verliep beter en Van de Moosdijk stond meerdere keren op het podium. In de eindstand werd hij derde. Voor het seizoen 2019 was de Europese titel het hoofddoel. Van de Moosdijk maakte de overstap naar Kawasaki en werd getraind door ex-motorcrosser en GP-winnaar Marc de Reuver. Met drie dagoverwinningen en na een spannende strijd wist Van de Moosdijk de Europese titel EMX250 binnen te halen.
Wanneer er geen wedstrijd was in de EMX250-klasse, kwam Van de Moosdijk sporadisch uit als wildcard in het wereldkampioenschap motorcross MX2. Zo reed hij halfweg het seizoen mee in de GP van Portugal, en nadat het seizoen in de EMX250-klasse was afgelopen nam hij nog deel aan de overzeese Grands Prix van Turkije en China. In Turkije stond Van de Moosdijk als derde op het podium, na Jorge Prado en Jago Geerts.
Van de Moosdijk deed mee aan het Wereldkampioenschap motorcross 2020, waar hij zes polepositions behaalde en vijf keer op het podium stond. Hij wist de eerste reeks uit zijn carrière te winnen tijdens de GP van Lommel. en sloot het seizoen af op de zevende plaats.